# Caraș
De Caraș (Servisch: Караш, Karaš, Hongaars: Karas) is een zijrivier van de Donau in het zuidwesten van Roemenië en het noordoosten van Servië.
De rivier ontspringt in het Aninagebergte (Munții Aninei), dat deel uitmaakt van het Banater Gebergte, stroomt aanvankelijk in noordelijke richting en buigt vervolgens af naar het zuidwesten. Het traject van de monding van de Comarnic tot de historische plaats Carașova verloopt door de Carașkloof (Cheile Carașului), dat deel uitmaakt van het nationale park Semenic-Cheile Carașului.
De benedenloop van de Caraș ligt als Karaš op Servisch grondgebied en is vanaf Jasenovo gekanaliseerd. Het Kanaal van Vršac (Vršački Kanal) vormt vanaf hier een verbinding met de Tamiš (Roemeens: Timiş), een andere zijrivier van de Donau. Dit kanaal vormt samen met de laatste kilometers van de Karaš/Caraş het zuidoostelijke uiteinde van het Donau-Tisa-Donau-kanaal. Het werd in de 18de eeuw aangelegd toen de plaatselijke moerassen werden ontgonnen.